# Kenda (Unternehmen)
Kenda Rubber Industrial Company ist ein taiwanischer Hersteller von pneumatischen Reifen mit Hauptsitz in Yuan-Lin.

## Geschichte
Seit 1962 produziert das Unternehmen in Taiwan, China und Vietnam Reifen für Rollstühle, Fahr- und Motorräder, Anhänger, PKWs und industrielle Anwendungen.
2010 stand das Unternehmen auf Platz 27 der Reifenhersteller weltweit. Im Jahr 2011 wurde der 50-prozentige Aktienanteil im Wert von 200 Millionen US-Dollar, den das Unternehmen seit 2003 am Joint Venture mit der „Cooper Tire & Rubber Company“ hatte, verkauft.

## Innovationen

### K299 Bearclaw
Der 1994 vorgestellte Reifen ist der erste ATV-Reifen mit einer sechslagigen Karkasse für schwerste Anwendungen.

### K500
1996 wurde der K500 mit einer vierlagigen Karkasse entwickelt. Er bietet eine verbesserte Traktion und längere Profilhaltbarkeit bei der Grünanlagenpflege.

### K399
Der 1998 entwickelte flach profilierte Anhängerreifen basiert auf dem metrischen System. Das Profildesign erlaubt eine bessere Stabilität beim Schleppen und vermindert den Rollwiderstand. 

### K771 Millville
2001 brachte Kenda seinen ersten Motorcross-/Offroad-Reifen auf den Markt. Er ist der erste Reifen mit der Sticky-Rave-Mischung, welche eine bessere Traktion bietet.

### K389 Hole-N-1
Eine Überarbeitung im Jahre 1996 führte zu einer Verbesserung der Kenda-Golf-Reifen. Der Hole-N-1 wurde mit einem Design ausgestattet, das Beschädigungen an der Grasnarbe vorbeugt.

### K1010 Nevegal
Unter der Mitarbeit der Mountainbike-Legende John Tomac entwickelte Kenda 2002 den Nevegal. Seine Gummimischung „Stick-E“ erlaubt viele Anwendungsbereiche. Er gilt bei professionellen MTB-Fahrern und in der Branche immer noch als Top-Reifen. Sein Profil wurde vom Mountain Bike Action Magazin drei Jahre in Folge zum „Besten Reifen“ gekürt.